# Johann Ulrich Gfeller
Johann Ulrich Gfeller (* 19. Oktober 1810 in Signau; † 1. Dezember 1871 ebenda) war ein Schweizer Politiker. Von 1851 bis 1866 gehörte er dem Nationalrat an.

## Biografie
Gfeller war der Sohn eines Krämers und arbeitete nach der Schulzeit als Kaufmann. 1839 wurde er in den Grossen Rat des Kantons Bern gewählt, zunächst für sieben Jahre. Daneben amtierte er als Gemeindepräsident von Signau, bis 1845 auch als Amtsschaffner. 1846 sass er im Verfassungsrat. Die Kantonsregierung ernannte ihn 1847 zum Regierungsstatthalter des Amtsbezirks Signau. Obwohl Gfeller ein Radikalliberaler war, wollte ihn die neue konservative Kantonsregierung 1851 wegen seiner gemässigten Einstellung wiederwählen. Er lehnte die Wahl ab und war danach wieder als Kaufmann tätig.
1850 zog Gfeller wieder in den Grossen Rat ein und gehörte diesem in der Folge bis zu seinem Tod an. 1854 gehörte er zu den Initianten der «Fusion»: Mit dieser Koalitionsregierung aus Konservativen und Radikalen sollte die politische Blockade im Kanton Bern überwunden werden. Gfeller kandidierte bei den Nationalratswahlen 1851 und wurde im Wahlkreis Emmental gewählt. Zusammen mit Karl Karrer gehörte er zu den Führungspersönlichkeiten der Emmentaler Radikalen, im Nationalrat vertrat er hauptsächlich regionale Interessen (insbesondere beim Eisenbahnbau). 1866 trat er zurück.